# Shanna Moakler

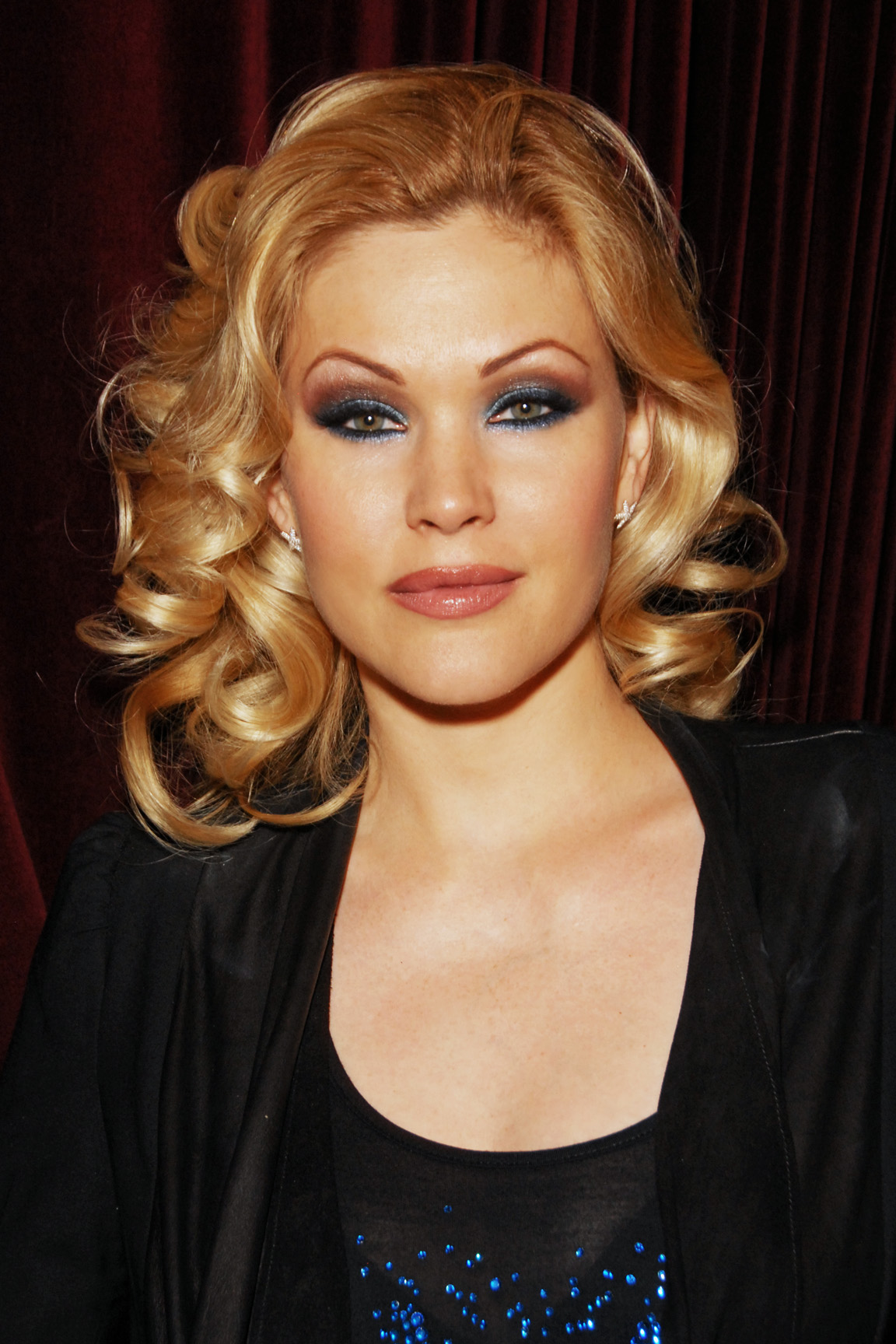
Shanna Moakler (2010)

Shanna Lynn Moakler (* 28. März 1975 in Providence, Rhode Island) ist eine US-amerikanische Schauspielerin und Model. Sie war unter anderem Playmate im Dezember 2001.
Ihre Karriere begann 1995, als sie zur Miss USA gekürt wurde. Anschließend spielte sie in kleineren B-Movies mit, wie z. B. 1997 in Poison Ivy – The New Seduction. Zudem tritt sie gelegentlich in verschiedenen Fernsehserien auf, beispielsweise Pacific Blue – Die Strandpolizei.
Mit ihrem Exmann Óscar de la Hoya hat sie eine Tochter. Anschließend heiratete sie Travis Barker, Drummer bei der US-amerikanischen Punkband Blink-182, mit dem sie in der MTV-Show Meet the Barkers zu sehen war. Sie hat mit ihm einen Sohn und eine Tochter. Im August 2006 reichte Barker die Scheidung ein. Anfang 2007 ging das Paar kurzzeitig nochmals eine gemeinsame Beziehung ein.
Gemeinsam mit den anderen Miss USA-Siegerinnen Susie Castillo (2003), Shandi Finnessey (2004) und Alyssa Campanella (2011) beteiligte sie sich an einer Kampagne der Tierrechtsorganisation PETA.